# 泰勒·歐尼爾
泰勒·艾蘭·歐尼爾（英語：Tyler Alan O'Neill，1995年6月22日—），為美國職棒大聯盟的外野手，目前效力於巴爾的摩金鶯，他先前曾效力於紅雀與紅襪兩隊。2015年，他代表加拿大參加泛美運動會拿下金牌，2018年升上大聯盟。
2013年美國職棒大聯盟選秀，水手在第三輪選進歐尼爾。2016年，他獲選為南方聯盟的MVP。2020年，他在大聯盟拿下生涯首座金手套獎。

## 職業生涯

### 西雅圖水手
2013年大聯盟選秀，水手在第三輪選進歐尼爾。2014年，他只在小聯盟出賽51場比賽，就因為搥牆弄斷右手造成整季報銷。2015年，他代表加拿大棒球隊參加泛美運動會和世界12強棒球賽。其中泛美運動會拿下金牌。
2016年，他在2A的打擊率為2成93，並敲出24轟與102分打點，成功獲選聯盟MVP。他在季後賽的打擊率高達4成48，最終球隊順利奪冠。他在隔年成功升上3A。

### 聖路易紅雀
2017年7月21日，水手將歐尼爾交易到紅雀，換來馬可·岡薩雷斯。這年他在3A的打擊率為2成46，並敲出31轟與95分打點。球隊最終成功拿下3A總冠軍，紅雀也在季末將他放進40人名單，以免被其他球隊透過規則五選秀選走。
2018年春訓，準備挑戰大聯盟的歐尼爾表現不錯，卻因為繩肌和斜肌受傷錯過開季。4月19日，休養一個月的歐尼爾終於登上大聯盟。他在5月18日敲出大聯盟首安，隔日敲出大聯盟首轟。5月21日，他達成生涯首次單場四分打點。7月2日，在3A的歐尼爾因為德克斯特·佛勒請假的緣故而再度回到大聯盟，但他沒多久就再次受傷。7月31日，球隊將湯米·范姆交易，再讓歐尼爾登上大聯盟。他在9月22日敲出大聯盟生涯首支再見轟。整季他的打擊率為2成54，並敲出9轟與23分打點。
2019年，歐尼爾進入紅雀隊開幕戰先發名單，但他在季中又因為受傷導致缺席近一個月。整季他只出賽60場比賽，打擊率為2成62，並敲出5轟與16分打點。2020年，他的打擊率為1成73，並敲出7轟與19分打點。雖然打擊成績不佳，但他344局守備無失誤，DRS拿下9分，最終順利獲選金手套獎。
2021年9月20日，紅雀單週拿下6連勝。歐尼爾也因為3成91的打擊率和1.308的OPS拿下國聯單週最佳球員。整季他的打擊率為2成86，並敲出34轟與80分打點。他也成為紅雀隊史第5位拿下金手套連霸的球員。

## 個人生活
歐尼爾本身擅長鋼琴，他曾在2017年春訓彈奏魔戒電影主題曲來逗樂隊友們。他也表示自己最愛的歌曲是加拿大的國歌。
除了鋼琴之外，歐尼爾也有在訓練舉重。他曾蹲舉265公斤，因此在小聯盟獲得「卜派」的外號。歐尼爾的父親泰瑞曾在1975年獲選加拿大先生(頒發給加拿大年度最佳健美選手的獎項)。

## 外部連結
- 球員資訊和成績在MLB ，ESPN ，Retrosheet ，Baseball Reference ，Baseball Reference (Minors) ，Fangraphs ，The Baseball Cube （英文）

| 成就            | 成就                       | 成就                 |
| --------------- | -------------------------- | -------------------- |
| 前任： C·J·克隆 | 國聯單月最佳球員 2021年9月 | 繼任： 諾蘭·阿里納多 |